# Chris Small
Christopher „Chris” Small (ur. 26 września 1973 w Edynburg, Szkocja) – profesjonalny snookerowy zawodnik. Jego kariera zakończyła się po tym, jak zdiagnozowano mu zesztywniające zapalenie stawów kręgosłupa.

## Kariera
Jego największym sukcesem było zwycięstwo w LG Cup w 2002 roku, pokonując kolejno Joe Perrego, John Higginsa, Ronnie O’Sullivana, Jimmy Michiego i w końcu w finale 9-5 Alan McManusa.
Był stałym bywalcem w czołowej 30 światowego rankingu. Zwycięstwo w LG Cup spowodowało awans tego zawodnika na 12. miejsce w rankingu 2004/2005.
W styczniu 2007 złożył wniosek o dotacje z funduszu powierniczego dla graczy, którzy zapadli na ciężką chorobę. Światowy Związek Profesjonalnego Bilarda i Snookera jednak odmówił przyznania świadczenia bez podania powodów.

## Życie prywatne
Small jest synem taksówkarza. Przed rozpoczęciem kariery snookerowej pracował jako urzędnik bankowy. Chris i jego żona Clare mają czworo dzieci.